# Soledad Puértolas
Soledad Puértolas Villanueva (Zaragoza, 3 de febrero de 1947) es una escritora española licenciada en Periodismo y máster en Lengua Española y Portuguesa por la Universidad de California. Desde 2010 es académica de la Real Academia Española.

## Biografía
Soledad Puértolas nació en Zaragoza y siendo adolescente se trasladó a Madrid con su familia. Realizó periodismo en la Escuela de periodismo de la Iglesia y fue redactora de la revista España Económica (1968- 1970). Anteriormente inició estudios de Ciencia Política en Madrid, pero por problemas políticos le impidieron continuarlos. Tiene estudios económicos, aunque no terminó la carrera de Ciencias Económicas.
Se casó a los veintiún años con el pintor Leopoldo Pita. Poco después de su matrimonio, la pareja dejó España y se marchó a vivir a Trondheim (Noruega). Posteriormente se trasladaron a California, donde Puértolas obtuvo un máster en Lengua y Literatura Española y Portuguesa por la Universidad de California en Santa Bárbara. En esta ciudad nació su primer hijo, el también escritor Diego Pita. En 1974, al tercer año de estancia en California, volvieron a España. 
El 28 de enero de 2010 fue nombrada académica de la Lengua Española (silla "g") tras haber resultado elegida en la tercera ronda de votaciones, cubriendo la vacante del científico Antonio Colino en la Real Academia Española. Tomó posesión el 21 de noviembre de 2010 con el discurso titulado Aliados. Los personajes secundarios del «Quijote». Le respondió, en nombre de la corporación, José María Merino. Fue vocal de la Junta de Gobierno de la RAE (2012-2014).
En 2011 presentó en Televisión Española el documental Esta es mi tierra. Guiada por el agua. Este espacio documental y literario recogía el trabajo de escritores relacionándolo con los paisajes que han impregnado sus obras. "Zaragoza, Pamplona y Galicia conforman el itinerario vital y profesional de la escritora Soledad Puértolas. En sus paisajes y sus gentes están las raíces de su obra". Ese mismo año la revista cultural Turia le dedicó su número 100.
En 2013, Soledad Puértolas protagonizó una de las conferencias con las que el Gobierno de Aragón conmemoró los trescientos años de la institución, titulada "trabajar y disfrutar en la Academia.
Puértolas es una articulista habitual en distintos diarios y revistas especializadas. Una selección de sus artículos está recopilada en La vida se mueve (1995). Sus obras han sido traducidas a varios idiomas.
El 5 de septiembre de 2018 fue nombrada presidenta del Real Patronato de la Biblioteca Nacional de España (BNE) en sustitución de Luis Alberto Cuenca.

## Premios y reconocimientos
Su obra literaria, su trayectoria intelectual y personal en el ámbito de la cultura ha sido reconocida con numerosos premios. Entre otros, ha recibido, los siguientes:
- XXIV edición del Premio Sésamo de novela corta (1979), por El bandido doblemente armado.[9]
- Premio Planeta (1989) con su libro Queda la noche. Soledad Puértolas se convirtió en la sexta mujer galardonada con este premio desde que Mercedes Salisachs lo consiguiera por primera vez con La gangrena, en 1975.[10]
- Premio Anagrama de Ensayo (1993) por su ensayo La vida oculta, del que dijo ser "una reflexión sobre el oficio de escribir".[11]
- Premio NH (2001) por Adiós a las novias, un libro de relatos que reúne veintiún cuentos que hablan de la juventud en la que los protagonistas se hacen preguntas sobre su pasado para intentar comprenderlo.[12]
- Premio Glauka (2001) como reconocimiento a su trayectoria en el campo cultural.
- Premio de las Letras Aragonesas (2003), por su relevante trayectoria literaria como narradora y ensayista.[13]
- Premio de Cultura de la Comunidad de Madrid (2008).[14]
- Medalla de Oro de Zaragoza (2012)[15]
- Premio José Antonio Labordeta de Literatura (2016).[16]
- Premio Liber de autor hispanoamericano más destacado (2022), otorgada por la Federación de Gremios de Editores de España (FGEE), por su constante defensa del libro, la lectura y la propiedad intelectual.[17]

## Obra
- El Madrid de "La lucha por la vida". Madrid: Helios, 1971. Ensayo.
- El recorrido de los animales. Madrid: Júcar, 1975. Cuento.
- El bandido doblemente armado. Madrid: Legasa, 1980. Novela. Premio Sésamo 1979
- Una enfermedad moral. Madrid: Trieste, 1982. Cuentos.
- A través de las ondas. Cuento. En: Doce relatos de mujeres. Navajo, Ymelda (ed.) . Madrid: Alianza, 1982, pp. 165-177. Cuentos.
- Burdeos. Barcelona: Anagrama, 1986. Novela.
- La sombra de una noche. Madrid: Anaya, 1986. Cuento.
- Todos mienten. Barcelona: Anagrama, 1988. Novela.
- Queda la noche. Barcelona: Planeta, 1989. Novela. Premio Planeta 1989
- Días del Arenal. Barcelona: Planeta, 1992. Novela.
- La corriente del golfo. Barcelona: Anagrama, 1993. Cuentos.
- La vida oculta. Barcelona: Anagrama, 1993. Ensayo. Premio Anagrama 1993
- Si al atardecer llegara el mensajero. Barcelona: Anagrama, 1995. Novela.
- La vida se mueve. Madrid: El País-Aguilar, 1995. Artículos.
- Recuerdos de otra persona. Barcelona: Anagrama, 1996. Biografía.
- La hija predilecta. Cuento. En: Madres e hijas. Freixas, Laura (ed.) . Barcelona: Anagrama, 1996. Cuentos.
- Una vida inesperada. Barcelona: Anagrama, 1997. Novela.
- Rosa Chacel. Ensayo. En: Retratos literarios: Escritores españoles del siglo XX evocados por sus contemporáneos . Freixas, Laura (ed.) . Madrid: Espasa Calpe, 1997, pp. 181-182. Ensayo.
- Gente que vino a mi boda. Barcelona: Anagrama, 1998. Cuentos.
- A la hora en que cierran los bares. Madrid: Difusión Directa Édera, 1998. Cuentos.
- El cuarto secreto. Cuento. En: Relatos para un fin de milenio. Barcelona: Plaza y Janés, 1998, pp. 15-26
- El inventor del tetrabrik. Cuento. En: Vidas de mujer. Monmany, Mercedes (ed.) . Madrid: Alianza, 1998, pp. 131-143. Cuentos.
- La señora Berg. Barcelona: Anagrama, 1999. Novela.
- La rosa de plata. Madrid: Espasa Calpe, 1999. Novela.
- Un poeta en la piscina. Cuento. En: Cuentos solidarios. Madrid: ONCE, 1999, pp. 13-15. Cuentos.
- La carta desde el refugio. Cuento. En: Mujeres al alba. Madrid: Alfaguara, 1999, pp. 133-136. Cuentos.
- Adiós a las novias. Barcelona: Anagrama, 2000. Cuentos.
- Con mi madre. Barcelona: Anagrama, 2001
- Pisando jardines. Cuento. En: Orosia: Mujeres de sol a sol . Jaca: Pirineum Multimedia, 2002, pp. 159-164. Cuentos.
- Ausencia. Cuento. En: Mujeres en ruta, 2005, pp. 41-47. Cuentos.
- Historia de un abrigo. Barcelona: Anagrama, 2005. Novela.
- Cielo nocturno. Barcelona: Anagrama, 2008. Novela.
- El clarinetista agradecido. Pamplona: Historias de la Clínica Universidad de Navarra, 2008. Relato corto.
- Masajes. Cuento. En: Cuentos de amigas. Laura Freixas (ed.) Anagrama, 2009. Relatos
- Compañeras de viaje. Barcelona. Anagrama, 2010. Cuentos.
- Mi amor en vano. Barcelona: Anagrama, 2012. Novela.
- El fin. Barcelona. Anagrama, 2015. Cuentos.
- Chicos y chicas. Barcelona: Anagrama, 2016. Cuentos.
- Lúcida melancolía. Pamplona. Ipso ediciones. 2017. Colección Baroja & Yo. Ensayo.
- Música de ópera. Barcelona: Anagrama, 2019. Novela.
- Cuarteto. Barcelona: Anagrama, 2021.